# Pseudotorymus krygeri
Pseudotorymus krygeri är en stekelart som beskrevs av Hoffmeyer 1931. Pseudotorymus krygeri ingår i släktet Pseudotorymus och familjen gallglanssteklar.
Artens utbredningsområde är:
- Danmark.
- Nederländerna.
- Sverige.

Arten är reproducerande i Sverige. Inga underarter finns listade i Catalogue of Life.